# Occimiano
Occimiano là một đô thị ở tỉnh Alessandria trong vùng Piedmont của Italia, có vị trí cách khoảng 60 km về phía đông của Torino và khoảng 20 km về phía tây bắc của Alessandria. Tại thời điểm ngày 31 tháng 12 năm 2004, đô thị này có dân số 1.409 người và diện tích là 22,4 km².
Occimiano giáp các đô thị: Borgo San Martino, Casale Monferrato, Conzano, Giarole, Lu, Mirabello Monferrato, và Pomaro Monferrato.